# Rue Alexandre-Falguière
Pour l’article homonyme, voir Rue Falguière.
La rue Alexandre-Falguière (en occitan : carrièra Alexandre Falguièr) est une voie de Toulouse, chef-lieu de la région Occitanie, dans le Midi de la France.

## Situation et accès

### Description
La rue Alexandre-Falguière est une voie publique. Elle se trouve dans le quartier de Matabiau, dans le secteur 1 - Centre.
La chaussée compte une seule voie de circulation en sens unique, de la rue de la Concorde vers la place Roquelaine. Elle est définie comme une zone 30 et la vitesse y est limitée à 30 km/h. Il n'existe pas de bande, ni de piste cyclable, quoiqu'elle soit à double-sens cyclable.

### Voies rencontrées
La rue Alexandre-Falguière rencontre les voies suivantes, dans l'ordre des numéros croissants (« g » indique que la rue se situe à gauche, « d » à droite) :
1. Place de la Concorde (g)
2. Rue de la Concorde (d)
3. Rue Zacharie (d)
4. Place Julie-Jeanne-Bouillane (g)
5. Rue Saint-Papoul (g)
6. Rue Saint-Henri (g)
7. Place Roquelaine (d)

## Odonymie
La rue est nommée en hommage au sculpteur Alexandre Falguière (1845-1900). Au XVIIe siècle, c'est un simple chemin, partie de la route qui va de la porte Pouzonville (emplacement de l'actuel no 42 rue Jean-Baptiste-Merly) à Castelmaurou. Il devient au XIXe siècle le chemin, puis la rue du Bouillon. C'est le 15 avril 1896, par décision du conseil municipal que la rue prit son nom actuel, à la suite d'une pétition de ses habitants. Il est remarquable qu'Alexandre Falguière ne soit pas mort au moment de cette décision.

## Patrimoine et lieux d'intérêt
- no  18 : maison (E. Souques, deuxième moitié du XIXe siècle)[5].
- no  25 : maison (premier quart du XXe siècle)[6].
- no  27 : immeuble (deuxième moitié du XIXe siècle)[7].